# Musikproduktion Höflich
Musikproduktion Höflich ist ein deutscher Musikverlag, gegründet von Jürgen Höflich in München, Deutschland. Die Firma begann im Jahr 2002 mit der Veröffentlichung von Studienpartituren in Nachdrucken lange vergriffener Werke, die seitdem im Rahmen der Reihen Repertoire Explorer und Opera Explorer vorgelegt werden. Später erweiterte sich der Katalog um die Phillip Brookes Collection, Flemish Music Collection sowie einer Sonderreihe für Klavier solo. Der Katalog umfasst seltene Partituren aus dem Opern- und Orchester-Repertoire ebenso wie Kammermusik und Vokalwerke.